# Timex Sinclair 1000
Timex Sinclair 1000 ime je za kućno računalo koje je proizvodila američka tvrtka Timex Sinclair, koja je nastala udruživanjem tvrtke Timex i Sinclair Research. Na tržište je izašlo 1982. godine, kao manja izmjena računala ZX 81 s izmijenjenim ULA, RF modulatorom za NTSC i 2kB RAMa.